# Cheilosia montana
Cheilosia montana es una especie de sírfido. Se distribuyen por el paleártico en Eurasia.